# Línea 1 (Urbanos de Paracuellos de Jarama)
La línea 1 de la red de autobuses urbanos de Paracuellos de Jarama une la Urbanización Altos de Jarama con la Urbanización Miramadrid.

## Características
Esta línea une estas dos urbanizaciones en un recorrido que dura aproximadamente 30 minutos.
Fue creada el 12 de diciembre de 2016 junto con la línea 2, coincidiendo con la reordenación de la línea 211, línea 212 y la supresión de la línea 214. Debido a que el recorrido de la línea 214 era idéntico al de la línea 212 tras su remodelación (dejó de prestar servicio a la Urbanización Los Berrocales) hasta la Estación de Barajas se suprimió debido a la duplicidad del servicio. La línea 1 y línea 2 cubren el recorte de la línea 212 que dejó de prestar servicio a la Urbanización Los Berrocales ese mismo día, terminando todas sus expediciones en la Urbanización Miramadrid.
Desde su creación y hasta el 15 de abril de 2024 la Urbanización Mesa del Monte dejó de recibir servicios de la línea 211. La creación de las líneas urbanas del municipio y la remodelación de la línea 211 suprimieron dichas expediciones y sólo recibía servicio de autobús urbano por parte de la línea 1; siendo necesario el transbordo para continuar a Madrid. La remodelación de la línea 211 el 15 de abril de 2024 devolvió los servicios directos a las urbanizaciones sin necesidad de un transbordo.
Los sábados laborables, domingos y festivos, prolonga su recorrido hacia la Urbanización Los Berrocales, complementándose con la línea 2 que sólo circula de lunes a viernes laborables.
Atraviesa el casco urbano de Paracuellos de Jarama permitiendo el transbordo a las líneas 210, 211, 212, 213, 215 y 256 para hacer viajes hacia otros municipios o a Madrid.
La línea circula exclusivamente por el término municipal de Paracuellos de Jarama. Como bien se expresa en la numeración interna del CRTM, recibe el número 1104. El primer dígito corresponde a la línea, en este caso la línea 1. Y los últimos tres dígitos corresponden al municipio por el que circula, en este caso 104 corresponde al municipio de Paracuellos de Jarama.
La línea mantiene los mismos horarios todo el año (exceptuando las vísperas de festivo y festivos de Navidad).
Está operada por la empresa ALSA mediante la concesión administrativa VCM-203 - Madrid - Paracuellos de Jarama - Valdeavero (Viajeros Comunidad de Madrid) del Consorcio Regional de Transportes de Madrid.
1. ↑  MadridMobilite. «Decimos adiós a la línea 214 (Madrid (Barajas) – Paracuellos (Miramadrid)». Consultado el 12 de enero de 2024.
2. ↑  MadridMobilite. «Recorremos la nueva red urbana de Paracuellos del Jarama». Consultado el 12 de enero de 2024.
3. ↑  Iniciativa Ciudadana Por Paracuellos. «Nuevas líneas de autobuses urbanos de Paracuellos». Consultado el 12 de enero de 2024.
4. ↑  Paracuellos de Jarama. «Las primeras líneas de autobuses urbanos de Paracuellos comunicarán Altos y Berrocales». Consultado el 11 de abril de 2024.
5. ↑  Noticias Paracuellos de Jarama. «Altos de Jarama recupera su autobús directo a Madrid suspendido desde 2016». Consultado el 11 de abril de 2024.
6. ↑  Paracuellos de Jarama. «Altos de Jarama recuperará el autobús con conexión directa con Madrid desde el próximo lunes 15 de abril». Consultado el 11 de abril de 2024.

### Sublíneas
Aquí se recogen todas las distintas sublíneas que ha tenido la línea L1. La denominación de sublíneas que utiliza el CRTM es la siguiente:
- Número de línea (1)
- Municipio por el que circula (104)
- Sentido de circulación (1 ida, 2 vuelta)
- Número de sublínea

Por ejemplo, la sublínea 1104102 corresponde a la línea 1, del municipio 104 (Paracuellos de Jarama), sentido 1 (ida) y el número 02 de numeración de sublíneas creadas hasta la fecha.
| Ida     | Ruta | Itinerario                          | Vuelta  | Ruta | Itinerario                          |
| 1104101 | -    | Urb. Altos Jarama - Urb. Miramadrid | 1104201 | -    | Urb. Miramadrid - Urb. Altos Jarama |
| 1104102 | b    | Urb. Altos Jarama - Urb. Berrocales | 1104202 | b    | Urb. Berrocales - Urb. Altos Jarama |

## Horarios
| Lunes a viernes laborables | Lunes a viernes laborables | Sábados laborables, domingos y festivos | Sábados laborables, domingos y festivos |
| Altos Jarama > Miramadrid  | Miramadrid > Altos Jarama  | Altos Jarama > Berrocales               | Berrocales > Altos Jarama               |
| 06:25                      | 06:55                      | 08:30                                   | 07:40                                   |
| 07:25                      | 07:55                      | 10:10                                   | 09:20                                   |
| 08:25                      | 08:55                      | 11:50                                   | 11:00                                   |
| 09:30                      | 10:00                      | 13:30                                   | 12:40                                   |
| 10:30                      | 11:00                      | 15:10                                   | 14:20                                   |
| 11:30                      | 12:00                      | 16:50                                   | 16:00                                   |
| 12:30                      | 13:00                      | 18:30                                   | 17:40                                   |
| 13:30                      | 14:05                      | 20:10                                   | 19:20                                   |
| 14:30                      | 15:00                      | 21:50                                   | 21:00                                   |
| 15:30                      | 16:15                      | 23:30                                   | 22:40                                   |
| 16:45                      | 17:15                      |                                         |                                         |
| 17:45                      | 18:15                      |                                         |                                         |
| 18:45                      | 19:15                      |                                         |                                         |
| 19:45                      | 20:15                      |                                         |                                         |
| 20:45                      | 21:15                      |                                         |                                         |
| 21:45                      | 22:15                      |                                         |                                         |
| 22:45                      | 23:15                      |                                         |                                         |
| 23:45                      |                            |                                         |                                         |

1. 1 2 3 4 5 6 7 8 9 10 11 12 13 14 15 16 17 18 19 20  Hasta/desde la Urbanización Los Berrocales

## Recorrido y paradas

### Sentido Urbanización Miramadrid
| Código                                                                              | Zona | Localidad             | Denominación                                                       | Ubicación                              | Líneas de la parada          |
| ----------------------------------------------------------------------------------- | ---- | --------------------- | ------------------------------------------------------------------ | -------------------------------------- | ---------------------------- |
| 20068                                                                               |      | Paracuellos de Jarama | Calle de Valti - Calle de Italia                                   | Calle de Valti Nº6                     | 1                            |
| 20070                                                                               |      | Paracuellos de Jarama | Calle de Valti - Camino Viejo de Cobeña                            | Calle de Valti Nº32                    | 1                            |
| 20072                                                                               |      | Paracuellos de Jarama | Avenida de la Mesa del Monte - Camino Viejo de Cobeña              | Avenida de la Mesa del Monte Nº97      | 1                            |
| 20075                                                                               |      | Paracuellos de Jarama | Avenida de la Mesa del Monte - Calle de los Olivos                 | Avenida de la Mesa del Monte Nº65      | 1                            |
| 20076                                                                               |      | Paracuellos de Jarama | Avenida de la Mesa del Monte - Calle de las Higueras de Valtibáñez | Avenida de la Mesa del Monte Nº61      | 211 1                        |
| 20078                                                                               |      | Paracuellos de Jarama | Avenida de la Mesa del Monte - Urbanización Altos del Jarama       | Avenida de la Mesa del Monte Nº45      | 211 1                        |
| 10804                                                                               |      | Paracuellos de Jarama | Avenida de la Mesa del Monte - Urbanización Pulido                 | Avenida de la Mesa del Monte Nº17      | 211 1                        |
| 10805                                                                               |      | Paracuellos de Jarama | Avenida del Portillo Romero - Urbanización Pulido                  | Avenida del Portillo Romero Nº1        | 211 1                        |
| 20027                                                                               |      | Paracuellos de Jarama | Avenida del Portillo Romero - Calle de la Flor de lis              | Avenida del Portillo Romero Nº10       | 211 1                        |
| 07340                                                                               |      | Paracuellos de Jarama | Calle del Chorrillo Alta - Calle Eras de Chamberí                  | Calle del Chorrillo Alta Nº62          | 211 213 1 2                  |
| 07341                                                                               |      | Paracuellos de Jarama | Plaza de la Constitución - Calle del Chorrillo Alta                | Calle del Chorrillo Alta Nº13          | 211 213 1 2                  |
| 15767                                                                               |      | Paracuellos de Jarama | Calle Real - Calle Atarre                                          | Calle Real Nº25                        | 210 211 212 213 256 N204 1 2 |
| 11967                                                                               |      | Paracuellos de Jarama | Paseo del Radar - Avenida de Andalucía                             | Paseo del Radar Nº2A                   | 210 212 215 N204 1 2         |
| 20079                                                                               |      | Paracuellos de Jarama | Calle de Extremadura - Instituto                                   | Calle de Extremadura Nº20              | 1 2                          |
| 16443                                                                               |      | Paracuellos de Jarama | Avenida de Juan Pablo II - Calle del Mar Caspio                    | Avenida de Juan Pablo II Nº4           | N204 1 2                     |
| 16445                                                                               |      | Paracuellos de Jarama | Avenida de Juan Pablo II - Paseo de las Camelias                   | Paseo de las Camelias S/Nº             | N204 1 2                     |
| 17286                                                                               |      | Paracuellos de Jarama | Avenida de Juan Pablo II - Calle Gaspar de Morales                 | Avenida de Juan Pablo II Nº28          | 210 212 N204 1 2             |
| 17284                                                                               |      | Paracuellos de Jarama | Avenida de Juan Pablo II - Avenida Valdediego                      | Avenida de Juan Pablo II Nº44          | 210 212 N204 1 2             |
| 17281                                                                               |      | Paracuellos de Jarama | Avenida de Juan Pablo II - Calle de Santiago Apóstol               | Avenida de Juan Pablo II Nº52          | 210 212 1 2                  |
| 17279                                                                               |      | Paracuellos de Jarama | Avenida de Circunvalación - Calle Nuestra Señora de Belvis         | Avenida de Circunvalación Nº351        | 210 212 N204 1 2             |
| 17278                                                                               |      | Paracuellos de Jarama | Avenida de Circunvalación - Avenida de los Charcos                 | Avenida de Circunvalación Nº321        | 210212N204 1 2               |
| 20231                                                                               |      | Paracuellos de Jarama | Avenida de los Charcos - Avenida Valdediego                        | Avenida de los Charcos Nº91            | N204 1 2                     |
| 20083                                                                               |      | Paracuellos de Jarama | Paseo de las Camelias - Colegio                                    | Paseo de las Camelias S/Nº             | 215 1 2                      |
| 20085                                                                               |      | Paracuellos de Jarama | Paseo de las Camelias - Avenida de la Circunvalación               | Paseo de las Camelias S/Nº             | 2151 2                       |
| Paradas realizadas por los servicios que continúan a la Urbanización Los Berrocales |      |                       |                                                                    |                                        |                              |
| 17293                                                                               |      | Paracuellos de Jarama | Avenida de la Circunvalación - Urbanización Los Charcos            | Avenida de la Circunvalación Nº95      | 1 2                          |
| 16440                                                                               |      | Paracuellos de Jarama | Paseo del Radar - Avenida de la Circunvalación                     | Paseo del Radar Nº44                   | 1 2                          |
| 09010                                                                               |      | Paracuellos de Jarama | Urbanización Los Berrocales - Plaza de Paracuellos                 | Plaza de Paracuellos Nº47              | 1 2                          |
| 18254                                                                               |      | Paracuellos de Jarama | Avenida del Puente de los Viveros Nº37                             | Avenida del Puente de los Viveros Nº37 | 1 2                          |
| 09011                                                                               |      | Paracuellos de Jarama | Avenida del Puente de los Viveros - Paseo del Pago de la Perdiz    | Avenida del Puente de los Viveros Nº34 | 1 2                          |
| 17747                                                                               |      | Paracuellos de Jarama | Avenida del Puente de los Viveros Nº11                             | Avenida del Puente de los Viveros Nº11 | 1 2                          |
| 11483                                                                               |      | Paracuellos de Jarama | Urbanización Los Berrocales - Plaza de Torrejón                    | Plaza de Torrejón Nº1                  | 1 2                          |

1. 1 2 3 4 5 6  Sólo permite el descenso de viajeros

### Sentido Urbanización Altos de Jarama
| Código                                                                              | Zona | Localidad             | Denominación                                                       | Ubicación                              | Líneas de la parada  |
| ----------------------------------------------------------------------------------- | ---- | --------------------- | ------------------------------------------------------------------ | -------------------------------------- | -------------------- |
| Paradas realizadas por los servicios que proceden de la Urbanización Los Berrocales |      |                       |                                                                    |                                        |                      |
| 11014                                                                               |      | Paracuellos de Jarama | Urbanización Los Berrocales - Plaza de Torrejón                    | Plaza de Torrejón S/Nº                 | 1 2                  |
| 17748                                                                               |      | Paracuellos de Jarama | Avenida del Puente de los Viveros Nº20                             | Avenida del Puente de los Viveros Nº20 | 1 2                  |
| 11013                                                                               |      | Paracuellos de Jarama | Avenida del Puente de los Viveros - Paseo del Pago de la Perdiz    | Avenida del Puente de los Viveros Nº34 | 1 2                  |
| 17749                                                                               |      | Paracuellos de Jarama | Avenida del Puente de los Viveros Nº52                             | Avenida del Puente de los Viveros Nº52 | 1 2                  |
| 09009                                                                               |      | Paracuellos de Jarama | Urbanización Los Berrocales - Plaza de Paracuellos                 | Avenida del Puente de los Viveros Nº51 | 1 2                  |
| 16441                                                                               |      | Paracuellos de Jarama | Paseo del Radar - Avenida de la Circunvalación                     | Paseo del Radar Nº48                   | 1 2                  |
| 17294                                                                               |      | Paracuellos de Jarama | Avenida de la Circunvalación - Urbanización Los Charcos            | Avenida de la Circunvalación Nº95      | 1 2                  |
| 20086                                                                               |      | Paracuellos de Jarama | Paseo de las Camelias - Avenida de la Circunvalación               | Paseo de las Camelias S/Nº             | 215 1 2              |
| 20084                                                                               |      | Paracuellos de Jarama | Paseo de las Camelias - Colegio                                    | Paseo de las Camelias Nº1              | 215 1 2              |
| 20232                                                                               |      | Paracuellos de Jarama | Avenida de los Charcos - Avenida Valdediego                        | Avenida de los Charcos Nº97            | N204 1 2             |
| Paradas del itinerario normal                                                       |      |                       |                                                                    |                                        |                      |
| 17277                                                                               |      | Paracuellos de Jarama | Avenida de Circunvalación - Avenida de los Charcos                 | Avenida de Circunvalación Nº319        | 210 212 N204 1 2     |
| 17280                                                                               |      | Paracuellos de Jarama | Avenida de Circunvalación - Calle Nuestra Señora de Belvis         | Avenida de Circunvalación Nº351        | 210 212 N204 1 2     |
| 17282                                                                               |      | Paracuellos de Jarama | Avenida de Juan Pablo II - Calle Los Andes                         | Avenida de Juan Pablo II Nº53          | 210 212 N204 1 2     |
| 17283                                                                               |      | Paracuellos de Jarama | Avenida de Juan Pablo II - Avenida Valdediego                      | Avenida de Juan Pablo II Nº35          | 210 212 N204 1 2     |
| 17285                                                                               |      | Paracuellos de Jarama | Avenida de Juan Pablo II - Paseo de las Camelias                   | Avenida de Juan Pablo II Nº28          | 210 212 N204 1 2     |
| 16444                                                                               |      | Paracuellos de Jarama | Avenida de Juan Pablo II - Calle Picos de Europa                   | Avenida de Juan Pablo II Nº25          | N204 1 2             |
| 16442                                                                               |      | Paracuellos de Jarama | Avenida de Juan Pablo II - Avenida del Príncipe de Asturias        | Avenida de Juan Pablo II Nº1           | N204 1 2             |
| 20080                                                                               |      | Paracuellos de Jarama | Calle de Extremadura - Instituto                                   | Calle de Extremadura Nº15              | 1 2                  |
| 11966                                                                               |      | Paracuellos de Jarama | Paseo del Radar - Calle de Murcia                                  | Paseo del Radar Nº2A                   | 210 212 215 N204 1 2 |
| 07339                                                                               |      | Paracuellos de Jarama | Calle de la Ronda de la Fuente - Calle Ajalvir                     | Calle de la Ronda de la Fuente Nº3     | 211 213 1 2          |
| 11482                                                                               |      | Paracuellos de Jarama | Calle Real de Burgos - Calle Eras de Chamberí                      | Calle Real de Burgos Nº76              | 211 1 2              |
| 20026                                                                               |      | Paracuellos de Jarama | Avenida del Portillo Romero - Calle de la Flor de lis              | Avenida del Portillo Romero Nº12       | 211 1                |
| 10801                                                                               |      | Paracuellos de Jarama | Avenida del Portillo Romero - Urbanización Pulido                  | Avenida del Portillo Romero Nº3        | 211 1                |
| 10802                                                                               |      | Paracuellos de Jarama | Avenida de la Mesa del Monte - Urbanización Pulido                 | Avenida de la Mesa del Monte Nº21      | 211 1                |
| 10803                                                                               |      | Paracuellos de Jarama | Avenida de la Mesa del Monte - Urbanización Altos del Jarama       | Avenida de la Mesa del Monte Nº16      | 211 1                |
| 20077                                                                               |      | Paracuellos de Jarama | Avenida de la Mesa del Monte - Calle de las Higueras de Valtibáñez | Avenida de la Mesa del Monte Nº36      | 2111                 |
| 20074                                                                               |      | Paracuellos de Jarama | Avenida de la Mesa del Monte - Calle de los Olivos                 | Avenida de la Mesa del Monte Nº65      | 1                    |
| 20073                                                                               |      | Paracuellos de Jarama | Avenida de la Mesa del Monte - Camino Viejo de Cobeña              | Avenida de la Mesa del Monte Nº97      | 1                    |
| 20071                                                                               |      | Paracuellos de Jarama | Camino Viejo de Cobeña - Calle de Valti                            | Camino Viejo de Cobeña Nº98            | 1                    |
| 20069                                                                               |      | Paracuellos de Jarama | Calle de Valti - Calle de Italia                                   | Calle de Valti Nº6                     | 1                    |

1. 1 2 3 4 5 6  Sólo permite el descenso de viajeros